# García Lorca Park
García Lorca Park är en park i Spanien. Den ligger i provinsen Provincia de Granada och regionen Andalusien, i den södra delen av landet, 400 km söder om huvudstaden Madrid. García Lorca Park ligger 671 meter över havet.
Terrängen runt García Lorca Park är kuperad österut, men västerut är den platt. Runt García Lorca Park är det mycket tätbefolkat, med 1 463 invånare per kvadratkilometer. Närmaste större samhälle är Granada, 1,9 km norr om García Lorca Park. Runt García Lorca Park är det i huvudsak tätbebyggt.